# Léraba
Léraba is een van de 45 provincies van Burkina Faso. De hoofdstad is Sindou.

## Bevolking
In 1996 leefden er 92.927 mensen in de provincie. In 2019 waren dat er naar schatting 179.000.

## Geografie
Léraba heeft een oppervlakte van 3.129 km² en ligt in de regio Cascades. De provincie grenst aan Ivoorkust in het zuiden en aan Mali in het westen.
De provincie is onderverdeeld in 8 departementen: Dakoro, Douna, Kankalaba, Loumana, Niankorodougou, Ouéleni, Sindou en Wolonkoto.

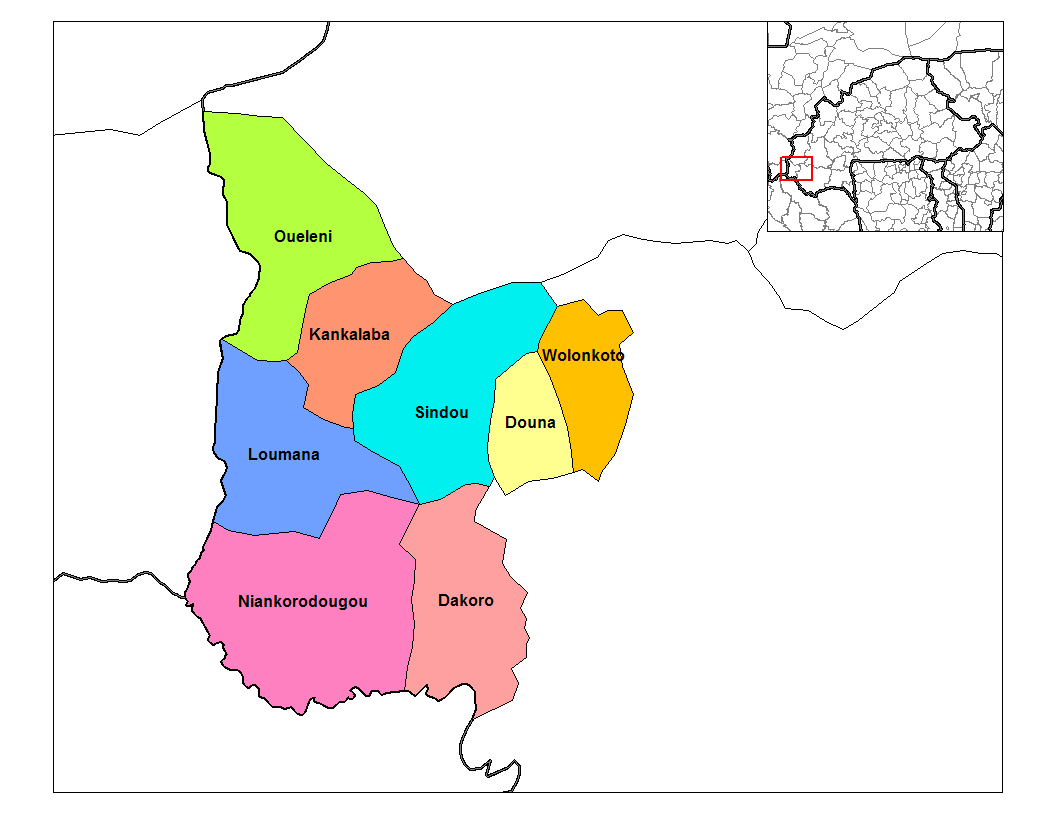
Departementen van Léraba

Balé · Bam · Banwa · Bazéga · Bougouriba · Boulgou · Boulkiemdé · Comoé · Ganzourgou · Gnagna · Gourma · Houet · Ioba · Kadiogo · Kénédougou · Komondjari · Kompienga · Kossi · Koulpélogo · Kouritenga · Kourwéogo · Léraba · Loroum · Mouhoun · Nahouri · Namentenga · Nayala · Noumbiel · Oubritenga · Oudalan · Passoré · Poni · Sanguié · Sanmatenga · Séno · Sissili · Soum · Sourou · Tapoa · Tuy · Yagha · Yatenga · Ziro · Zondoma · Zoundwéogo